# 花沢菊香
花沢 菊香（はなざわ きっか、1970年10月26日 - ）は、米国在住の社会起業家・慈善事業家。学位は経営学修士（en:Master of Business Administration)（ハーバード大学・2002年）。2020年よりコロンビア大学スクール・オブ・ジェネラルスタディーズ理事 、2023年にコロンビア大学の理事に就任。アメリカ、日本、インドなどでスタートアップの企業多数社外取締役やアドバイザーを務めるほか、アートやファッションにおける女性起業家のドキュメンタリー映画のエグゼクティブ・プロデュースもしている。ニューヨーク公共図書館パフォーミングアーツ理事長アドバイザリーボードチェア、アメリカ・ファッション・デザイナー協議会財務委員、アジアソサエティー日本アート委員、CFDA/ニューヨーク市経済開発公社インキュベーターの陪審員など務めた。
サステナビリティ、公平賃金など社会問題を解決する事業には、アップサイクル素材で生産し、アクティブウェアとして有名な株式会社VPL、ファッションデザインや型紙をデジタル化したライブラリーのYabbey がある。VPLブランドは世界におけるアスリージャーブランドの先駆けとなり、ファッション業界でも多数の賞を受賞、またテレビ、映画、雑誌、ミュージックビデオなど女優やモデル、ミュージシャンなどがVPL製品を着ている。VPLを愛用する有名人はグウェン・ステファーニ、レイディー・ガガ、ジェニファー・アニストン、ビクトリア・ベッカム、リアナ、ティルダ・スウィンソン、スカーレット・ヨハネソン、ジェシカ・アルバ、マドンナ、カダシアン、クリスティン・スチュアート、ジェニファー・ローレンス、シェイ・ミッチェル、プリアンカ・チョップラなど多数。

## 人物像

### 略歴
東京都世田谷区出身。コロンビア大学卒業。ハーバード大学経営大学院修了。

### 慈善活動
2011年、東日本大震災に際し、設立したファッションガールズフォージャパンを通し60万ドル強の寄付を行った。2012年には建築家伊東豊雄の帰心の会に寄付、陸前高田市にみんなの家が建てられる。その他、バートンジャパン主催の東北の子供たちのためのスノーボーディング旅行の費用などへも寄付。以来、世界のファッションデザイナー、モデル、編集者などが参加する非営利団体のファッションガールズ・フォー・ヒューマニティーとして活動を続け、150万ドル以上、ネパールの地震、フィリピンの台風、ハリケーンサンディの被災者へ直接義援金を送っている。ハリケーン・サンディーでは消防署や個人宅などの復旧として現物支給や施工費を負担。2013年にはフィリピン台風救援金でウェーブフォーウォーター団体と協力しウォーターフィルターを現地に届ける。2015年のネパール地震においても義援金を全て現地団体に寄付。このような活動からフォーブス誌「48人の慈善家」に日本人では3人、楽天創業者の三木谷浩史氏やベネッセの福武總一郎とともに選ばれ、米国・ニューヨークの教育・広報機関 「アジア・ソサエティー」からはアジアを中心に社会の発展に貢献した人物・団体に贈られる「アジア・ゲーム・チェンジャー（アジアの変革者）賞」を2014年度ノーベル賞を受賞したマララ・ユスフザイや建築家坂茂氏とともに受賞した。
2019年以来、コロンビア大学の日本人生徒支援のための花沢奨学金を設立している。
2020年には新型コロナウイルス感染症の世界的流行を受け、医療者防護服生産のためのファッションガールズフォーヒューマニティの基金へ寄付した。

### 映画製作
起業家女性のドキュメンタリー映画製作プロデューサー。ファッション業界で有名なルース・フィンリー氏を映画にしたカレンダー・ガール(2020)のエグゼクティブ・プロデューサー。

## 経歴
- 東京都世田谷区出身。コロンビア大学美術史専攻。magna cum laudeで卒業。
- 1992年 伊藤忠ファッションシステムニューヨーク事務所入社。
- 1996年 シーンデザイン入社。シーン・インターナショナルを設立、MBOのち事業売却。
- 2002年 ハーバードでMBAを取得。
- 2003年 米国セオリー社で戦略担当、マザーズ上場[9]。
- 2006年 VPL社に投資、代表取締役に就任。
- 2007年 VPL Ecco Domani 賞受賞[10]、Fashion Group Internationalのライジングスター賞にノミネート、CFDA Vogue ファッションファンドのファイナリストに選出[11]。
- 2011年 Fashion Girls for Humanityをバーニーズの小倉朋子、ジュリーギルハート、日笠ミキと創立[12]。
- 2011年 Woolmark賞の米国のファイナリストに選出[13]。
- 2012年 CFDA Lexus Eco Fashion Challenge賞優勝者の一人[14]。
- 2014年 Forbesフォーブスの選ぶ2014年のアジアの慈善事業家として日本人では3人、楽天の三木谷浩史氏とベネッセの福武總一郎氏とともに選ばれる[15]。
- 2015年米ニューヨークの教育・広報機関アジア・ソサエティー Asia Societyよりアジアを中心に社会の発展に大きく貢献した「アジア・ゲーム・チェンジャー（アジアの変革者）賞を受賞[16]。
- 2018年アジア・ソサエティー Asia Societyからアートやクリエーティブな分野で活躍するアジア人を称えるアジアインアメリカ、セレブレーション・ジ・アートに選ばれる[17]。
- 2020年ハーバード大学経営大学院ニューヨーク・ウィメンズ・アソシーエーションよりライジング・スター賞ファイナリストに選ばれる[18]。
- 2020年国連、スワロフスキー財団と、スロー・ファクトリー財団の推進するOne x Oneアドバイザー就任[19]。
- 2020年コロンビア大学スクール・オブ・ジェネラルスタディーズ理事就任[20]。
- 2021年ハーバード大学卒業生ファッション・小売・ラグジュアリーFLAIR賞を受賞[21]。
- 2021年ファッションガールズ・フォー・ヒューマニティーがファスト・カンパニーによる世界を変えるアイディアのリストに入る[22]。
- 2022年Yabbey社がファスト・カンパニーによる世界を変えるアイディアアイディアのリストに入る[23]。
- 2022年ニューヨーク図書館パフォーミングアーツ理事長アドバイザリーボードチェア就任。
- 2022年ファッション・カレンダー創立者ルース・フィンリーのドキュメンタリー映画カレンダー・ガール公開　[24]

- 2023年コロンビア大学の理事に選任。